# どぅんつくぱ〜音楽の時間〜
『どぅんつくぱ〜音楽の時間〜』（どぅんつくぱ おんがくのじかん）は、フジテレビ系列の『COOL TV』枠で2014年10月17日から 12月12日の毎週金曜日 23:00 - 23:30（JST）に放送されていた音楽バラエティ番組である。

## 概要
フジテレビ金曜夜の音楽番組として2004年4月から2014年9月まで10年半放送されてきた『僕らの音楽』の後継番組で、放送枠を30分繰り上げて放送。
子役を含むMCは「王子様」「お姫様」「世話役お姉さん」の名称を付けている他、多数の着ぐるみ・人形キャラクターが登場し、歌のコーナーでは歌詞テロップの漢字にふりがなを振ってあるなど、子供番組仕立てではあるが、大人も「子供のような心で純粋に音を楽しむ」事をコンセプトとし、これまでの音楽番組に無かった世界観を目指して作られた。
音楽の妖精が住む「ミュージックフェアリーワールド」という設定で、毎回2〜3組のゲストアーティストを迎え、MCとのトークやゲストアーティストによる最新曲をライブ形式で披露していた。
スタジオセットや番組ロゴ・イラスト等は1980年代風のデザインで、セット内や曲紹介時の一枚画には、フジテレビが河田町での地上アナログ放送時代に使用していたコールサイン「JOCX-TV」を使用していた。2012年10月〜2014年3月に水曜未明（火曜深夜、フジテレビ・北海道文化放送で放送）に放送されていた「今夜はアリエナイト」のスタッフが多数参加しており、この番組で放送された曲がワンコーナーとしてそのまま使用されていた。

### 突然の番組終了
2014年12月12日放送分の番組終盤に放送された「スクリーンセーバー新垣さん」のコーナー内で、新垣がココロくんからの質問に答える形で、突然に番組終了が発表された。理由として「大人のさまざまな事情があります。番組は視聴者に愛されてもやむにやまれず終わる事もあります。みんな、わかってください」と語っている。発表は急だったらしく、2014年12月に発売された各テレビ情報誌では2015年1月の番組表に『どぅんつくぱ』がそのまま記載されていた。
番組の最後および公式サイト・公式ツイッターにて、2015年1月から新たな音楽番組としてリニューアル予定と発表された。事実上2014年内までの期間限定番組となり、2015年1月9日から『音楽の時間 〜MUSIC HOUR〜』を新たに開始する。スタッフは一部継続し、出演者は西内のみMC（案内役）として継続する。
上記のこともあってか、スタジオのセットは次番組『音楽の時間 〜MUSIC HOUR〜』の歌唱時のセットとして流用されていた時期があった。
なお『COOL TV』枠内で「放送回数9回」はワースト記録だが、以前の同時間帯『バラパラ』枠で2010年に放送された『JAPANロッケフェスティバル』の「10回」を下回るワースト記録ともなった。番組最高平均視聴率は第3回の5.8%、最低平均視聴率は第6回の2.0%、全9回の合計平均視聴率は3.8%であった（関東地区、ビデオリサーチ社調べ）。

## 出演者
MC
- 王子様…ココロくん（寺田心）
- お姫様…アイナちゃん（西澤愛菜）
- 世話役お姉さん…まりやさん（西内まりや）

音楽の妖精
- ロックの妖精「ロック田ベイビー」（声：ピエール瀧[注釈 4]）
- クラシックの妖精「ストラディ・バリ子」（声：茅原実里）
- ジャズの妖精「ズージャーさん」（声：小野大輔）
- ヒップホップの妖精「DJでっくん」（声：折笠愛）

音楽の先生
- 新垣隆（作曲家・ピアニスト）

ベーシスト
- KenKen

## 主なコーナー
トークコーナー
ココロくん・アイナちゃん・音楽の妖精たちからの質問に対しゲストが答えるという形でトークを行う。
歌コーナー
ゲストの新曲を披露。セットは番組オリジナルで、曲調によってセットも変わっている。また、音楽の妖精やココロくん・アイナちゃんもエキストラとして登場することもある。最後はアニメイラストの妖精が新譜などの宣伝をする。
みんなとオマエラの歌
『今夜はアリエナイト』からの継続コーナー。『みんなのうた』（NHK）のパロディ。OPジングルはオリジナル番組が1970年代から1980年代まで使用したジングルをアレンジ。番組終了後の2016年より『FOD みんなとオマエラの歌』として単独番組となる。
週末が元気になる歌
『今夜はアリエナイト』からの継続コーナー。特攻服に身を包んだ「北関東少年少女合唱団」が童謡を歌う。なお、通常の放送は16:9のハイビジョン画質で行われているが、このコーナーのみ4:3のサイドカット、標準画質で放送される。
クイズ! 世界の楽器から
お姉さんが視聴者相手に、世界各国の楽器の音を当てる三択クイズを出題する（かつて放送された『クイズ・ドレミファドン!』の「音感クイズ」と同じ）。タイトルは『世界の車窓から』（テレビ朝日）のパロディで、OPとBGMはオリジナル版をアレンジ。
スクリーンセーバー新垣さん
宇宙空間をバックに、合成によって頭部のみ映し出された新垣に対し、ココロくん・アイナちゃんが音楽に関する質問を行い、それに対し新垣が答えるコーナー。回答中はよくあるスクリーンセーバーの如く新垣の頭部が頻繁に動いたり分裂や合体を行う。
ロック昔話～爆弾つき～
ロック歌手・ロックバンドのメンバーに関するエピソードを昔話形式で紹介する。画面下部には導火線に火がついた爆弾が表示されており、爆発は「扱っている人が事故などによって死亡したり、不法行為を働いた」等の事柄を間接的に表現している。
ズージャーナイト
『2014 FNS歌謡祭』タイアップ期間限定企画。お姉さん・ココロくん・アイナちゃんの代わりに、ズージャーとバリ子が同番組出演歌手相手にトークする。
カッコよくアレンジしてみよう
ロック調にアレンジされた童謡を、KenKenの演奏に合わせてスタジオに集まった子供たちが歌う。
エンディングテーマ
その日のゲストにちなんだ過去の名曲を、新垣伴奏のもと、ココロくん・アイナちゃんが歌う。

## 放送リスト
| 2014年 | 2014年   | 2014年                                                                                          | 2014年 | 2014年 |
| 回     | 放送日   | ゲスト・披露曲                                                                                  | コーナー・内容 | 備考 |
| ------ | -------- | ----------------------------------------------------------------------------------------------- | --- | --- |
| 1      | 10月17日 | 関ジャニ∞「CloveR」 ナオト・インティライミ「LIFE」                                              | 「スクリーンセーバー新垣さん」Q:ドレミファソラシドは誰が考えたの? 週末が元気になる歌「気球にのってどこまでも」（北関東少年少女合唱団） 「スクリーンセーバー新垣さん」Q:ジャスティン・ティンバーレイクって何がすごいの? エンディング曲「ミッドナイト・シャッフル」 | |
| 2      | 10月24日 | TM NETWORK「Alive」 剛力彩芽「くやしいけど大事な人」 ジャニーズWEST「ジパング・おおきに大作戦」 | 週末が元気になる歌「クラリネットをこわしちゃった」（北関東少年少女合唱団） ロック昔話「レッド・ツェッペリン」 「スクリーンセーバー新垣さん」Q:一番好きなアイドルの曲は何ですか? エンディング曲「Get Wild」 | エンディング曲の「Get Wild」は、 新垣隆×小室哲哉によるセッションで演奏された。                                                                       |
| 3      | 10月31日 | VAMPS「VAMPIRE'S LOVE」 秦基博「ひまわりの約束」                                                | みんなとオマエラの歌「はたらきたくない」（富士山田高志） ロック昔話「ニルヴァーナ」 週末が元気になる歌「歌えバンバン」（北関東少年少女合唱団） 「スクリーンセーバー新垣さん」Q:今90年代の曲を聴くと古く感じないのはなぜ? エンディング「TOKIO」 | この日はハロウィンなので、 ココロくんとアイナちゃんの衣装やセットも ハロウィン風。                                                                   |
| 4      | 11月7日  | NMB48「らしくない」 一青窈「他人の関係」 スキマスイッチ「パラボラヴァ」                         | みんなとオマエラの歌「かっこいいカタカナ言葉つかいこなせる大人ってカッコイイ」 週末が元気になる歌「クラリネットをこわしちゃった（3番）」（北関東少年少女合唱団） クイズ! 世界の楽器から「トルン」 「スクリーンセーバー新垣さん」Q:今話題のEDMって何? エンディング「じゃあね」                                                                                            | |
| 5      | 11月14日 | KinKi Kids「鍵のない箱」 キング・クリームソーダ「祭り囃子でゲラゲラポー」 テイラー・スウィフト  | みんなとオマエラの歌「IRAIRAさせないで」（キミは大丈夫か?!BAND） ロック昔話「ガンズ・アンド・ローゼズ」 クイズ! 世界の楽器から「ガタム」 「スクリーンセーバー新垣さん」Q:ラテンのリズムはどうしてウキウキするの? エンディング「愛されるより愛したい」 | OP前でココロくん・アイナちゃん・バリ子が、 テイラー・スウィフトに会いに行き インタビューを行った。                                                   |
| 6      | 11月21日 | 森山直太朗「五線譜を飛行機にして」 でんぱ組.inc「バリ3共和国」                                  | 週末が元気になる歌「未知という名の船に乗り」（北関東少年少女合唱団） ロック昔話「ザ・フー」 ズージャーナイト「EXILE TRIBE」 「スクリーンセーバー新垣さん」Q:ラップのニュースクールとオールドスクールはどうちがうの? エンディング「若者たち」 | エンディング曲の「若者たち」は、 森山直太朗とセッションした。                                                                                        |
| 7      | 11月28日 | HY「あなたを想う風」 クリープハイプ「百八円の恋」 吉田山田「日々」                              | ズージャーナイト「三代目J Soul Brothers」 週末が元気になる歌「翼をください」（北関東少年少女合唱団） クイズ! 世界の楽器から「ディジュリドゥ」 「スクリーンセーバー新垣さん」Q:クラシック初心者にオススメのクラシック曲は? エンディング「飾りじゃないのよ涙は」 | 吉田山田の歌唱では、 ココロくんとアイナちゃんがエキストラ出演。                                                                                      |
| 8      | 12月5日  | モーニング娘。'14「LOVEマシーン〜TIKI BUN」 May J.「So Beautyful」                              | カッコよくアレンジしてみよう「アイアイ」 ロック昔話「クイーン」 「スクリーンセーバー新垣さん」Q:モーニング娘。さんがミュージックシーンに影響を与えた事は? ほか 週末が元気になる歌「Happiness」（シェネル with 北関東少年少女合唱団） エンディング「Let it Go 〜ありのままで〜」                                                                                          | ココロくんとアイナちゃんはトナカイ、 お姉さんと新垣（EDのみ）は サンタクロースの扮装で登場。 「スクリーンセーバー」では モー娘。とズージャーも参加。 |
| 9      | 12月12日 | 広瀬香美「DEAR...again」 クリス・ハート「クリスマス・イヴ」 シェネル「silent night」            | 「恋人がサンタクロース」（西内まりや） 「ジングル・ベル」（寺田心、新垣隆、西澤愛菜） 「赤鼻のトナカイ Rap Ver.」（サンタ feat. SU (RIP SLYME)） 「スクリーンセーバー新垣さん」Q：山下達郎の「クリスマス・イブ」はどうして売れ続けているの? カッコよくアレンジしてみよう「どんぐりころころ」 「スクリーンセーバー新垣さん」Q：どうして『どぅんつくぱ』は終わっちゃうの？ | クリスマススペシャル シェネルは2週連続出演。 エンディングは出演者全員で 「Happy Xmas (War Is Over)」を合唱。                                         |

## スタッフ
- ナレーター：矢島正明、沢田敏子
- 構成：酒井健作、堀雅人、安部裕之
- アートディレクター：ニイルセン
- 妖精の人：友松正人、雪村香生里、丹野延一、中里太一、高橋ちひろ、有馬綾香
- イラスト：金子大悟
- 音楽：カンケ
- 振付：三浦亨
- TP/SW：斉藤伸介
- カメラ：上田容一郎
- VE：末永丈士
- 照明：和田智裕
- 音声：中村峰子
- PA：渡眞利泰樹
- 美術制作：三竹寛典
- セットデザイン：鈴木賢太
- 美術進行：内山高太郎
- 衣装：植村あゆか
- 大道具：瀬名波康之、藤沢和雄
- 電飾：浅野辰也、白鳥雄一
- アクリル：斎藤祐介
- アートフレーム：鈴木綱敏
- メイク・かつら：山田かつら
- 楽器：齋藤隆之介
- 編集：与那嶺涼、平原卓治
- MA：木村亮允
- TK：石原由季
- 音響効果：大平拓也
- 広報：福崎康裕
- 広告宣伝：熊谷知子
- 技術協力：fmt、放映サービス、共同テレビ、明光セレクト、サンフォニックス、4-Legs、IMAGICA
- 制作協力：ザ・スピングラス
- AP：後藤夏美
- ディレクター：太田秀司、金澤賢史
- プロデューサー：河本晃典、菊岡郁枝
- 演出：住田崇
- 総合演出：佐藤正樹
- チーフプロデューサー：三浦淳
- 制作：フジテレビバラエティ制作センター
- 制作著作：フジテレビ

## ネット局
| 放送対象地域   | 放送局                    | 系列           | 放送曜日・放送時間   | 備考       |
| -------------- | ------------------------- | -------------- | -------------------- | ---------- |
| 関東広域圏     | フジテレビ（CX） 制作局   | フジテレビ系列 | 金曜日 23:00 - 23:30 | 同時ネット |
| 北海道         | 北海道文化放送（uhb）     | フジテレビ系列 | 金曜日 23:00 - 23:30 | 同時ネット |
| 岩手県         | 岩手めんこいテレビ（mit） | フジテレビ系列 | 金曜日 23:00 - 23:30 | 同時ネット |
| 宮城県         | 仙台放送（OX）            | フジテレビ系列 | 金曜日 23:00 - 23:30 | 同時ネット |
| 秋田県         | 秋田テレビ（AKT）         | フジテレビ系列 | 金曜日 23:00 - 23:30 | 同時ネット |
| 山形県         | さくらんぼテレビ（SAY）   | フジテレビ系列 | 金曜日 23:00 - 23:30 | 同時ネット |
| 福島県         | 福島テレビ（FTV）         | フジテレビ系列 | 金曜日 23:00 - 23:30 | 同時ネット |
| 新潟県         | 新潟総合テレビ（NST）     | フジテレビ系列 | 金曜日 23:00 - 23:30 | 同時ネット |
| 長野県         | 長野放送（NBS）           | フジテレビ系列 | 金曜日 23:00 - 23:30 | 同時ネット |
| 静岡県         | テレビ静岡（SUT）         | フジテレビ系列 | 金曜日 23:00 - 23:30 | 同時ネット |
| 富山県         | 富山テレビ（BBT）         | フジテレビ系列 | 金曜日 23:00 - 23:30 | 同時ネット |
| 石川県         | 石川テレビ（ITC）         | フジテレビ系列 | 金曜日 23:00 - 23:30 | 同時ネット |
| 福井県         | 福井テレビ（FTB）         | フジテレビ系列 | 金曜日 23:00 - 23:30 | 同時ネット |
| 中京広域圏     | 東海テレビ（THK）         | フジテレビ系列 | 金曜日 23:00 - 23:30 | 同時ネット |
| 近畿広域圏     | 関西テレビ（KTV）         | フジテレビ系列 | 金曜日 23:00 - 23:30 | 同時ネット |
| 島根県・鳥取県 | 山陰中央テレビ（TSK）     | フジテレビ系列 | 金曜日 23:00 - 23:30 | 同時ネット |
| 岡山県・香川県 | 岡山放送（OHK）           | フジテレビ系列 | 金曜日 23:00 - 23:30 | 同時ネット |
| 広島県         | テレビ新広島（TSS）       | フジテレビ系列 | 金曜日 23:00 - 23:30 | 同時ネット |
| 愛媛県         | テレビ愛媛（EBC）         | フジテレビ系列 | 金曜日 23:00 - 23:30 | 同時ネット |
| 高知県         | 高知さんさんテレビ（KSS） | フジテレビ系列 | 金曜日 23:00 - 23:30 | 同時ネット |
| 福岡県         | テレビ西日本（TNC）       | フジテレビ系列 | 金曜日 23:00 - 23:30 | 同時ネット |
| 佐賀県         | サガテレビ（sts）         | フジテレビ系列 | 金曜日 23:00 - 23:30 | 同時ネット |
| 長崎県         | テレビ長崎（KTN）         | フジテレビ系列 | 金曜日 23:00 - 23:30 | 同時ネット |
| 熊本県         | テレビ熊本（TKU）         | フジテレビ系列 | 金曜日 23:00 - 23:30 | 同時ネット |
| 鹿児島県       | 鹿児島テレビ（KTS）       | フジテレビ系列 | 金曜日 23:00 - 23:30 | 同時ネット |
| 沖縄県         | 沖縄テレビ（OTV）         | フジテレビ系列 | 金曜日 23:00 - 23:30 | 同時ネット |